# 林說 (明朝)
林説（？—1646年），字傅公，福建莆田縣人。明末文人。

## 生平
弱冠入泮，崇禎十五年（1642年），以《書經》中式壬午科福建鄉試第五名舉人（經魁）。次年，因避嫌未參加癸未會試。崇禎十七年（1644年），李自成破京師。弘光元年（1645年），清軍下江南，弘光朝廷覆滅。隆武二年（1646年），福京亦陷落。九月，林説遁入山林。其時剃髮令嚴酷，林説作別親友，絕食而死。